# Miyasaka Masaki
Masaki Miyasaka (宮阪 政樹, sinh ngày 15 tháng 7 năm 1989) là một cầu thủ bóng đá người Nhật Bản thi đấu cho Oita Trinita.

## Thống kê câu lạc bộ
Cập nhật đến ngày 23 tháng 2 năm 2018.
| Thành tích câu lạc bộ | Thành tích câu lạc bộ | Thành tích câu lạc bộ | Giải vô địch | Giải vô địch | Cúp                   | Cúp                   | Cúp Liên đoàn | Cúp Liên đoàn | Khác    | Khác      | Tổng cộng | Tổng cộng |
| Mùa giải              | Câu lạc bộ            | Giải vô địch          | Số trận      | Bàn thắng    | Số trận               | Bàn thắng             | Số trận       | Bàn thắng     | Số trận | Bàn thắng | Số trận   | Bàn thắng |
| Nhật Bản              | Nhật Bản              | Nhật Bản              | Giải vô địch | Giải vô địch | Cúp Hoàng đế Nhật Bản | Cúp Hoàng đế Nhật Bản | J. League Cup | J. League Cup | Khác1   | Khác1     | Tổng cộng | Tổng cộng |
| --------------------- | --------------------- | --------------------- | ------------ | ------------ | --------------------- | --------------------- | ------------- | ------------- | ------- | --------- | --------- | --------- |
| 2012                  | Montedio Yamagata     | J2 League             | 40           | 6            | 2                     | 0                     | -             | -             | -       | -         | 42        | 6         |
| 2013                  | Montedio Yamagata     | J2 League             | 23           | 4            | 2                     | 1                     | -             | -             | -       | -         | 25        | 5         |
| 2014                  | Montedio Yamagata     | J2 League             | 42           | 8            | 5                     | 0                     | -             | -             | 2       | 0         | 49        | 8         |
| 2015                  | Montedio Yamagata     | J1 League             | 18           | 1            | 2                     | 0                     | 6             | 0             | -       | -         | 26        | 1         |
| 2016                  | Matsumoto Yamaga      | J2 League             | 36           | 1            | 2                     | 0                     | –             | –             | –       | –         | 38        | 1         |
| 2017                  | Matsumoto Yamaga      | J2 League             | 23           | 3            | 0                     | 0                     | –             | –             | –       | –         | 23        | 3         |
| Tổng                  | Tổng                  | Tổng                  | 182          | 20           | 13                    | 1                     | 6             | 0             | 2       | 0         | 203       | 21        |

1Bao gồm Promotion Playoffs to J1.